# Кирпенко Микола Іванович
Микола Іванович Кирпенко (нар. 7 листопада 1939 — ?) — український радянський діяч, інженер, секретар партійного комітету Миколаївського суднобудівного заводу «Океан» Миколаївської області. Член ЦК КПУ в лютому 1986 — червні 1990 р.

## Біографія
Освіта вища. Член КПРС.
Працював інженером, начальником цеху Миколаївського суднобудівного заводу «Океан» Миколаївської області.
На 1986—1989 роки — секретар партійного комітету Миколаївського суднобудівного заводу «Океан» Миколаївської області.
Потім — заступник директора із виробництва Миколаївського суднобудівного заводу «Океан».